# Інститут Храму
Інститут Храму (івр. מכון המקדש, англ. The Temple Institute) — музей, науково-дослідний інститут та освітній центр, присвячений двом храмам в Єрусалимі і запланованому для побудови Третьому Храму, який буде побудований на Храмовій горі відповідно до єврейської традиції.
Заснований у 1987 рабином Ісраелем Аріелем. Інститут Храму розташований на відстані єврейського кварталу Старого міста Єрусалима поруч із Стіною плачу.

## Галерея

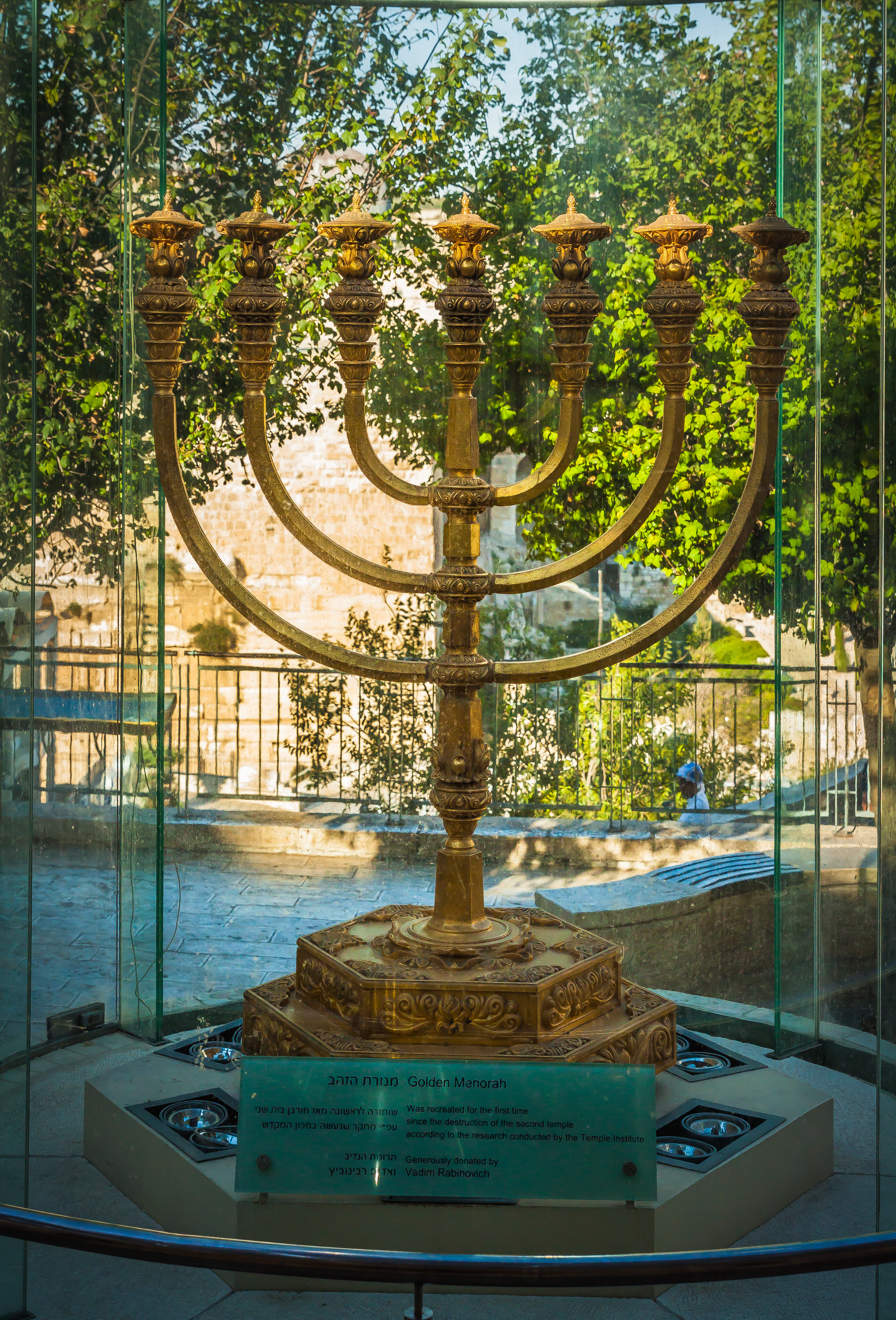
Модель менори поруч з будинком інституту Храму
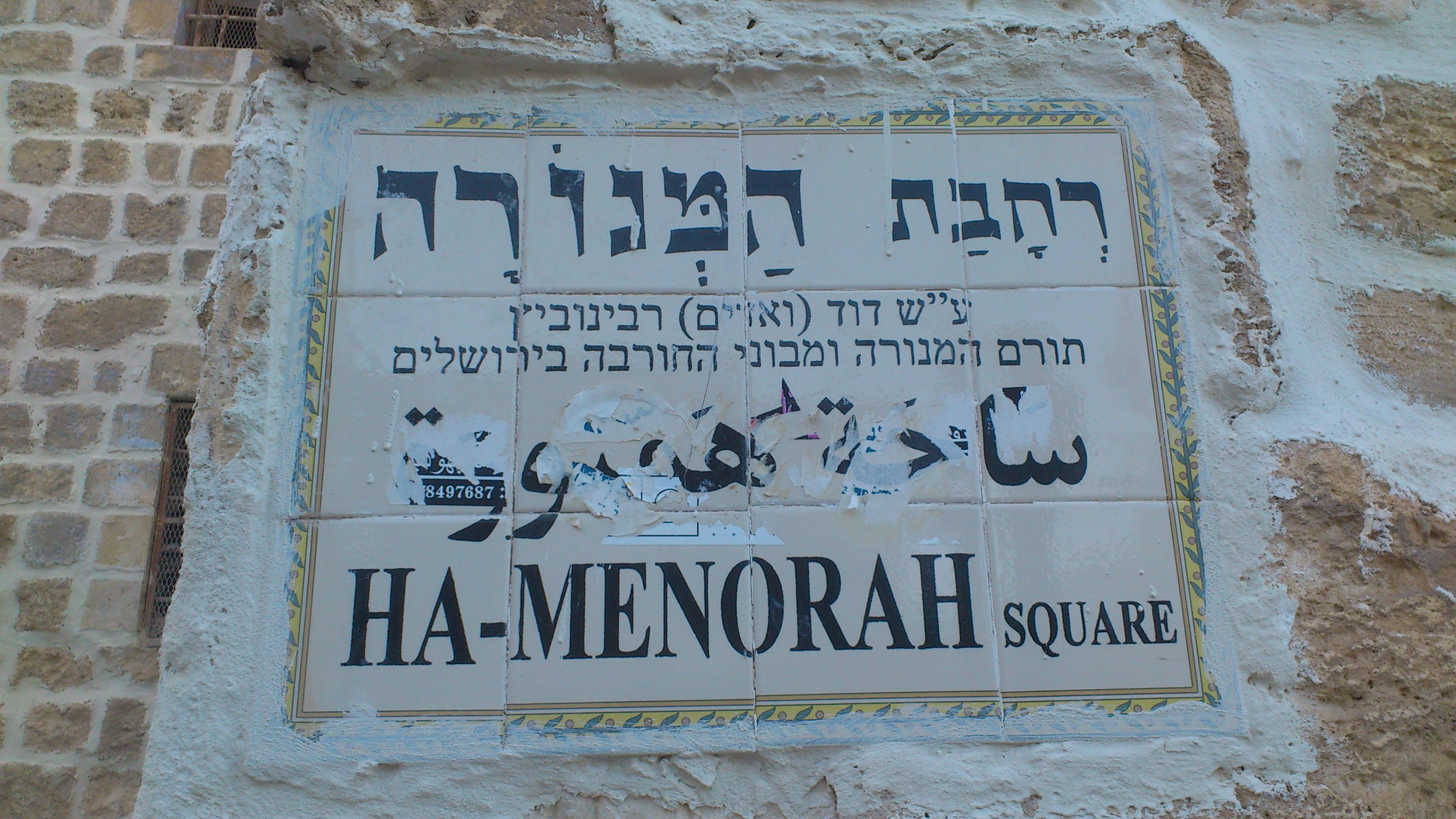
Площа менори, прилегла до Храмової горі та Інституту Храму